# Список умерших в 1030 году
В этой статье представлен список известных людей, умерших в 1030 году.
См. также: Категория:Умершие в 1030 году

## Январь

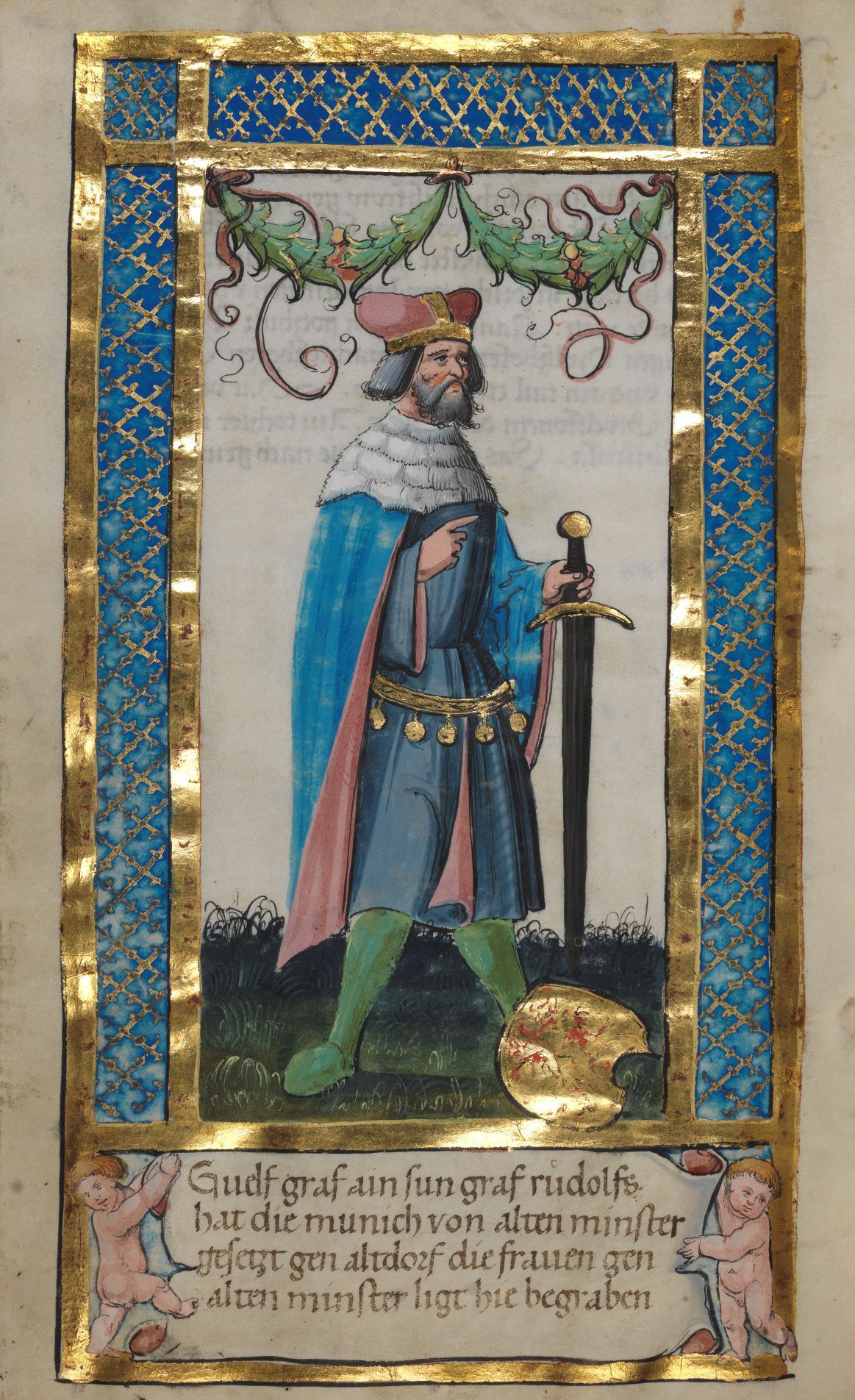
Вельф II

- 10 января — Титмар II (IV) — маркграф Саксонской Восточной марки, граф Серимунта, граф Нордтюринггау, граф Швабенгау с 1015 года.
- 30 января — Гиза — епископ Праги (1023—1030)
- 31 января — Гильом V Великий — герцог Аквитании и граф де Пуатье (как Гильом III) с 995 года.

## Февраль
- 21 февраля — Огива Люксембургская — графиня-консорт Фландрии (ок. 1012—1030), жена Болдуина IV

## Март
- 8 марта — Гозлен Флёрийский — архиепископ Буржа (1013—1030)
- 10 марта — Вельф II — граф Альтдорфа

## Апрель
- 30 апреля — Махмуд Газневи (р. 971) — эмир и падишах Газневидского государства с 999 года.

## Июль
- 29 июля — Олав II Святой — король Норвегии с 1015 года, христианский святой, погиб в бою.

## Август
- 3 августа — Хильдевард[нем.] — последний епископ Цайца (1003—1028), первый епископ Наумбурга (1028—1030)
- 17 августа — Эрнст II — герцог Швабии (1015—1030), погиб в бою.

## Дата неизвестна или требует уточнения
- Аль-Муид Лидиниллах — зейдистский имам Йемена с 1027 года.
- Бруси Сигурдссон — ярл Оркнейских островов (1014—1030/1035).
- Гильом IV — граф Прованса с 1018 года
- Гормлет инген Мурхада — дочь короля Лейнстера Мурхада мак Финна и сестра его преемника Маэл Морды мак Мурхады, вторая жена Олава Кварана, короля викингов Дублина и Йорка.
- Ибн Мискавейх — персидский историк, поэт и философ.
- Иоаким Корсунянин — первый епископ Новгородский с 988 года.
- Крешимир III — король Хорватии с 997 года.
- Сворад — словацкий святой, покровитель города Нитра и Нитрянского епископства.
- Скафти, сын Тородда Мудрого[исп.] — исландский законоговоритель (1004—1030) и скальд
- Тадг Ин Эйх Гил[англ.] (Тадг III) — Король Коннахта с 1010 года
- Тормод Скальд Чернобровой — исландский скальд.